# Das Schwert des gelben Tigers
Das Schwert des gelben Tigers (Originaltitel: chinesisch 新獨臂刀 / 新独臂刀, Pinyin Xīn Dúbìdāo, Jyutping San1 Duk6bei3dou1, englisch New One-Armed Swordsman) ist ein Martial-Arts-Film aus der Produktion der Shaw Brothers unter der Regie von Chang Cheh aus dem Jahr 1971. Die Hauptrollen spielen David Chiang und Ti Lung.
Der chinesische Film lief als der erste des Genres erfolgreich in den deutschen Kinos und besitzt bis heute Kultstatus.

## Handlung
Der junge, begabte Schwertkämpfer Lei Li lässt sich auf einen Kampf mit dem viel erfahreneren Fechtmeister Lung, dem Herrn der Tigerburg, ein. Im Fall der Niederlage schwört jeder, sich den rechten Arm abzuhacken und nicht mehr zu kämpfen. Lei Li verliert und befolgt den Schwur. Er zieht sich zurück und arbeitet in einem Gasthaus, wo er von den Gästen verspottet wird, aber auch in Pa Hsiao, der Tochter des Schmieds, die große Liebe findet. Schließlich kommt ein junger Schwertkämpfer namens Feng in die Gegend, der den Verbrechen, welche im Land immer mehr überhandnehmen, auf den Grund gehen will. Er freundet sich mit Lei Li an, geht aber schließlich doch gegen dessen Rat auf die Tigerburg, wo er den Ursprung der Verbrechen vermutet und wird dort nach einem langen, blutigen Kampf durch Meister Lung getötet.
Lei Li schwört daraufhin Rache und stürmt allein die Tigerburg, indem er alle darin befindlichen Männer tötet. Schließlich kommt es zum finalen Duell zwischen ihm und Lung und es gelingt Lei Li, den Feind zu überlisten und zu besiegen. Pa Hsiao kommt dazu und die beiden verlassen gemeinsam die mit Leichen gefüllte Tigerburg.

## Synchronisation
Die deutsche Synchronisation entstand nach einem Dialogbuch von Til Kiwe unter seiner Dialogregie im Auftrag der FFS Film- & Fernseh-Synchron GmbH in München.
| Rolle                     | Darsteller     | Deutscher Sprecher  |
| ------------------------- | -------------- | ------------------- |
| Lei Li                    | David Chiang   | Elmar Wepper        |
| Feng Chun-Chieh           | Ti Lung        | Christian Brückner  |
| Pa Hsiao                  | Li Ching       | Eva Kinsky          |
| Lung I-Chih               | Ku Feng        | Christian Marschall |
| Chen Chun-Nan             | Chen Hsing     | Fred Maire          |
| Pa, der Hufschmied        | Shen Lao       | Otto Preuss         |
| Ching, der Wirt           | Wang Ching Ho  | Paul Friedrichs     |
| Gäste                     | Hu Wei         | Horst Sachtleben    |
| Gäste                     | Lan Wei Lieh   | Bruno W. Pantel     |
| Statthalter von Lin Shing | Chin Chun      | Bruno W. Pantel     |
| Lung's Waffenträger       | Tang Yen Tsam  | Hannes Gromball     |
| Wu                        | Cheng Kang Yeh | Hannes Gromball     |
| Chin I                    | Lei Cheng      | Til Kiwe            |
| Überfallener              | –              | Manfred Seipold     |
| Erster Bote               | Kuang-Yu Wang  | Hartmut Neugebauer  |
| Erster Leopard            | Wang Chung     | Hartmut Neugebauer  |
| Zweiter Bote              | Huang Pei Chi  | Gernot Duda         |
| Zweiter Leopard           | Liu Kang       | Gernot Duda         |
| Erzähler                  | –              | Klaus Kindler       |

## Kritik
- „Der Film wird zurecht als großes Shaw-Epos gehandelt. Dieser Film, der in Puncto Kampf-Film Maßstäbe setzte, zementierte den Ruhm seines Regisseurs und seiner beiden Hauptdarsteller auf die Ewigkeit.“[2]

- „Die Kämpfe sind noch ziemlich einfach gestaltet, bieten dafür aber viele Splatter-Elemente … und auch die Geschichte um Ehre, Freundschaft und Rache ist sehr simpel gestrickt, lebt aber von der Schauspielkunst und dem Charisma der Hauptdarsteller. Wenn man sich auf den Film einläßt und über die teilweise üblen Übertreibungen in den Kämpfen (frei nach dem Motto ‚ein Schlag, zwei Tote‘) hinwegsieht, bekommt man noch immer einen guten Eastern geboten, der zu den großen Klassikern gehört.“[3]

„Der seinerzeit in der Welle der Hongkong-Produktionen untergegangene Film zählt heute zu den Klassikern des Genres. Eine ausschließlich im Studio gedrehte Produktion von extrem stilisierter Künstlichkeit mit zuweilen fast surrealen Einfällen, die die brutale Handlung etwas mildern.“